# Енакиевский коксохимпром
ЧАО «Ена́киевский коксохимпро́м» («Ена́киевский коксохимический завод») — коксохимическое предприятие в Донецкой области (город Енакиево), обеспечивает потребности соседнего Енакиевского металлургического завода.

## Производство
Деятельность завода - переработка углей в кокс и коксохимическую продукцию. Выпускается около 20 видов продукции, в их числе — сульфат аммония. Количество производимой продукции составляет около 1 миллиона тонн в год, производство сульфата аммония - 14 800 тонн в год. В состав предприятия входят 4 основных и 10 вспомогательных цехов.